# Борок (Коростишівська міська громада)
Боро́к — село в Україні, у Коростишівській міській територіальній громаді Житомирського району Житомирської області. Кількість населення становить 47 осіб (2001).

## Населення
Відповідно до результатів перепису населення СРСР, кількість населення, станом на 12 січня 1989 року, становила 75 осіб. Станом на 5 грудня 2001 року, відповідно до перепису населення України, кількість мешканців села становила 47 осіб.

### Мова
Розподіл населення за рідною мовою за даними перепису 2001 року:
| Мова       | Кількість | Відсоток |
| ---------- | --------- | -------- |
| українська | 46        | 97.87%   |
| російська  | 1         | 2.13%    |
| Усього     | 47        | 100%     |

## Історія
Відоме з 1926 року як населений пункт Хутір-Вільнянської (згодом — Вільнянківська) сільської ради Коростишівського району.
5 серпня 2016 року увійшло до складу новоствореної Коростишівської міської територіальної громади Коростишівського району Житомирської області. Від 19 липня 2020 року, разом з громадою, в складі новоствореного Житомирського району Житомирської області.